# Guînes
Guînes – miejscowość i gmina we Francji, w regionie Hauts-de-France, w departamencie Pas-de-Calais.
Według danych na rok 1990 gminę zamieszkiwało 5105 osób, a gęstość zaludnienia wynosiła 193 osób/km² (wśród 1549 gmin regionu Nord-Pas-de-Calais Guînes plasuje się na 177. miejscu pod względem liczby ludności, natomiast pod względem powierzchni na miejscu 25.).
Las w pobliżu miejscowości był miejscem lądowania balonu podczas pierwszego lotu nad kanałem La Manche, zrealizowanego 7 stycznia 1785 roku przez Jean-Pierre Blancharda i Johna Jeffriesa. W miejscu wydarzenia postawiono pamiątkową kolumnę.

## Współpraca
Miejscowość partnerska:
- Kluisbergen, Belgia

## Galeria

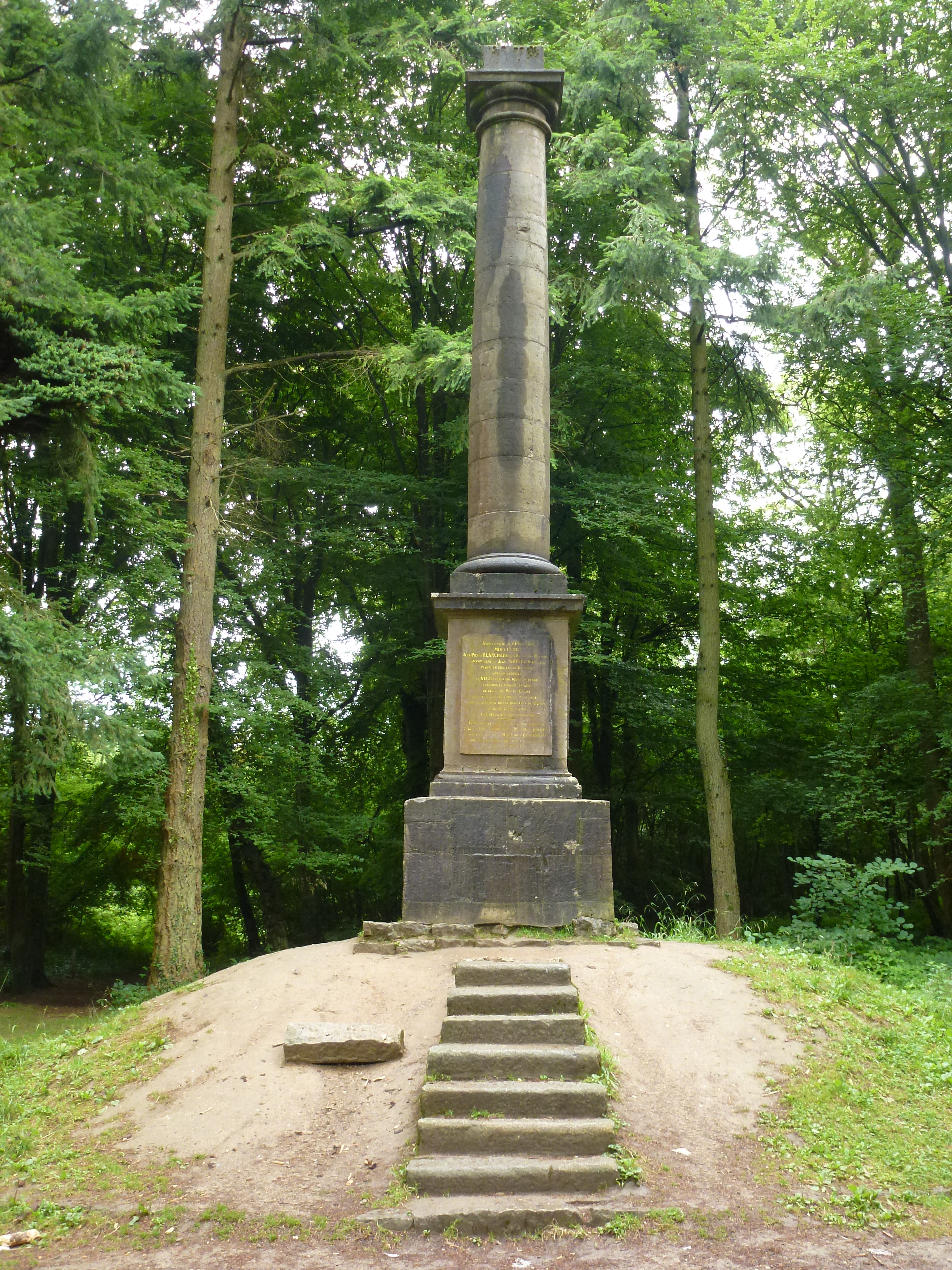
Kolumna upamiętniająca pierwszy przelot balonem na kanałem La Manche, znajdująca się w lesie niedaleko Guînes